# مادس بيدستروب
مادس بيدستروب هو لاعب كرة قدم دنماركي ولد بتاريخ 25 فبراير 2001.

## مسيرته
خلال مرحلة الفئات السنية لعب لأندية نادي هرفوليه ونادي بروندبي وكوبنهاغن الدنماركية ولنادي ار بي لايبزينغ الألماني ثم وقع أول عقد إحترافي مع نادي برنتفورد الإنجليزي وتمت إعارته نادي نوردشيلاند ثم وقع معه ريد بل سالزبورغ النمساوي.

## وصلات
مادس بيدستروب على موقع الاتحاد الأوربي (الإنجليزية)
- مادس بيدستروب على موقع قاعدة بيانات كرة القدم.إي يو (الإنجليزية)
- مادس بيدستروب على موقع Soccerbase.com (لاعب) (الإنجليزية)
- مادس بيدستروب على موقع Soccerway.com (الإنجليزية)
- مادس بيدستروب على موقع عالم كرة القدم.نت (الإنجليزية)